# Julio Carabias Salcedo
Julio Carabias Salcedo   (Valladolid, 1883 - Santiago de Xile, 11 de maig de 1963) va ser un economista espanyol, governador del Banc d'Espanya durant la Segona República Espanyola.

## Biografia
Fill del periodista Casimiro Carabias, va estudiar a l'Escola d'Alts Estudis Mercantils de Bilbao i el 1902 començà a treballar de comptable a les sucursals de Bilbao i París del Banco de Bilbao. De 1910 a 1917 va treballar per l'asseguradora La Polar, de 1918 a 1920 per al Banco Vasco i de 1920 a 1931 a la sucursal bilbaïna del Banco del Río de la Plata. De 1927 a 1929 fou president de la Cambra de la Propietat de Bilbao, director de la revista Información de la Cambra Oficial de Comerç de Bilbao i col·laborador de la Revista Nacional de Economía.
Després de la proclamació de la Segona República Espanyola fou nomenat governador del Banc d'Espanya a instància del nou ministre d'economia Indalecio Prieto, que confiava plenament en ell.. El seu principal objectiu fou l'estabilització de la pesseta i va dissenyar un pla d'intervenció urgent per tal de frenar el descens de la cotització de la moneda, unificant el Centro Regulador de Operaciones de Cambio i el Centro Oficial de Contratación de Moneda en un sol cos. També va proposar transferir or a l'estrangers per comprar pessetes i reduir el paper moneda en circulació, però el Consell General del Banc d'Espanya s'hi va oposar. El desembre de 1931 va continuar servint al nou ministre d'Economia, Jaume Carner i Romeu. Va deixar el càrrec en març de 1934.
En esclatar la guerra civil espanyola es va mantenir fidel a la Segona República Espanyola i el 6 d'agost de 1936 fou nomenat sostsgovernador del Banc d'Espanya, i el 10 d'agost vicepresident del Consell Superior Bancari. L'octubre de 1936 es van transferir les reserves d'or del Banc d'Espanya a Moscou per tal de comprar subministraments al govern de la República. (vegeu or de Moscou). D'agost a desembre de 1938 fou primer vice-governador del Banc d'Espanya, però actuava com a governador del banc a la zona republicana. Va ser guardonat amb la Gran Creu de l'Orde de la República Espanyola.
En acabar la guerra civil es va exiliar a París. El 1942 va marxar a Mèxic gràcies a l'ajuda del Banc Central a Buenos Aires. Allí va ser director de la Financiera Hispano-Mexicana (HISME), constituïda per la Junta d'Auxili als Republicans Espanyols (JARE). En acabar la Segona Guerra Mundial es va traslladar a Xile, on va treballar per a la Superintendència de Bancs. Va morir a Santiago de Xile l'11 de maig de 1963.